# KkStB 65 sorozat
A kkStB 65 sorozat egy szertartályos gőzmozdony volt a kkStB-nél, mely pályaszámot a korábbi kkStB 34.29 pályaszámú mozdony az átépítése után kapta. Az átépítést 1905-ben végezték a knittelfieldi műhelyben.
Az első világháború után a mozdony Jugoszláviába került.

## Fordítás
Ez a szócikk részben vagy egészben  a   kkStB 65 című német Wikipédia-szócikk fordításán alapul.  Az eredeti cikk szerkesztőit annak laptörténete sorolja fel. Ez a jelzés csupán a megfogalmazás eredetét és a szerzői jogokat jelzi, nem szolgál a cikkben szereplő információk forrásmegjelöléseként.